# 벨조이오소궁
벨조이오소궁(이탈리아어: Palazzo Belgioioso 또는 벨조요소궁 Belgiojoso)은 이탈리아 북부 롬바르디아 지방의 밀라노에 위치한 궁전형 저택으로 1781년 이탈리아 건축가 주세페 피에르마리니가 신고전주의 양식으로 설계하였다.

## 건축
밀라노를 대표하는 건축으로 여겨지는 벨조이오소궁은 루이지 반비텔리의 카세르타궁을 모델로 만들어졌다. 알베리코 12세 디 벨조이오소 데스테 왕자의 거처로 지어졌으며, 왕자의 생가가 있는 만초니길 (Via Manzoni)의 옆길에 자리해 있다. 밀라노시 도심부에서도 화려한 자태를 드러내는 이 건물은 롬바르디아 지방에 있는 신고전주의 건축 가운데서도 가장 훌륭한 사례로 평가된다.
1772년 주세페 피에르마리니가 설계할 당시 초기 신고전주의 건축의 엄숙한 양식을 버리고, 위풍당당하고 화려한 장식으로 거리를 지배하는 저택으로 설계하였다. 정면에서 가장 호화롭게 장식된 부분은 살짝 튀어나온 중앙 부분으로, 대기둥 4개와 엔타블러처 (기둥 상부), 필라스터로 둘러싸인 팀파눔을 두고 있다. 저택의 1층은 건목치기로 소박한 느낌의 석재로 마감되어 있고, 2층은 문장으로 장식된 옅은 부조로 3층과 분리되어 있으며, 화환과 장식 몰딩으로 꾸민 창문을 두고 있다.
건물 내 일부 객실은 여전히 고풍스러운 장식이 보존되어 있는데 그 중 가장 유명한 것은 마르틴 놀러의 프레스코화와 조콘도 알베르톨리의 스투코로 장식된 갤러리실이다. '리날도의 방'의 경우 마르틴 놀러가 토르콰토 타소의 서사시 해방된 예루살렘에서 영감받아 제작한 내부장식으로 꾸며져 있다.
알베리코 12세 디 벨조이오소 데스테는 이곳에 거주하며 서적과 미술 작품을 열렬히 수집하며 저택을 꾸며나갔으며, 이탈리아 시인 주세페 파리니와 작가 우고 포스콜로를 비롯한 당대 저명한 지식인들도 자주 찾았다. 1991년에는 내부 복원작업이 이루어져 과거의 영광을 되찾아 관람객들을 맞이하고 있다.

## 같이 보기
- 신고전주의 건축